# Museo Horta
Il Museo Horta (in francese Musée Horta, in olandese Hortamuseum) è l'istituto museale dedicato alla vita e l'opera dell'architetto Victor Horta e del suo tempo. Il museo è situato presso la casa e lo studio di Horta a Saint-Gilles in Belgio.

## Gallery

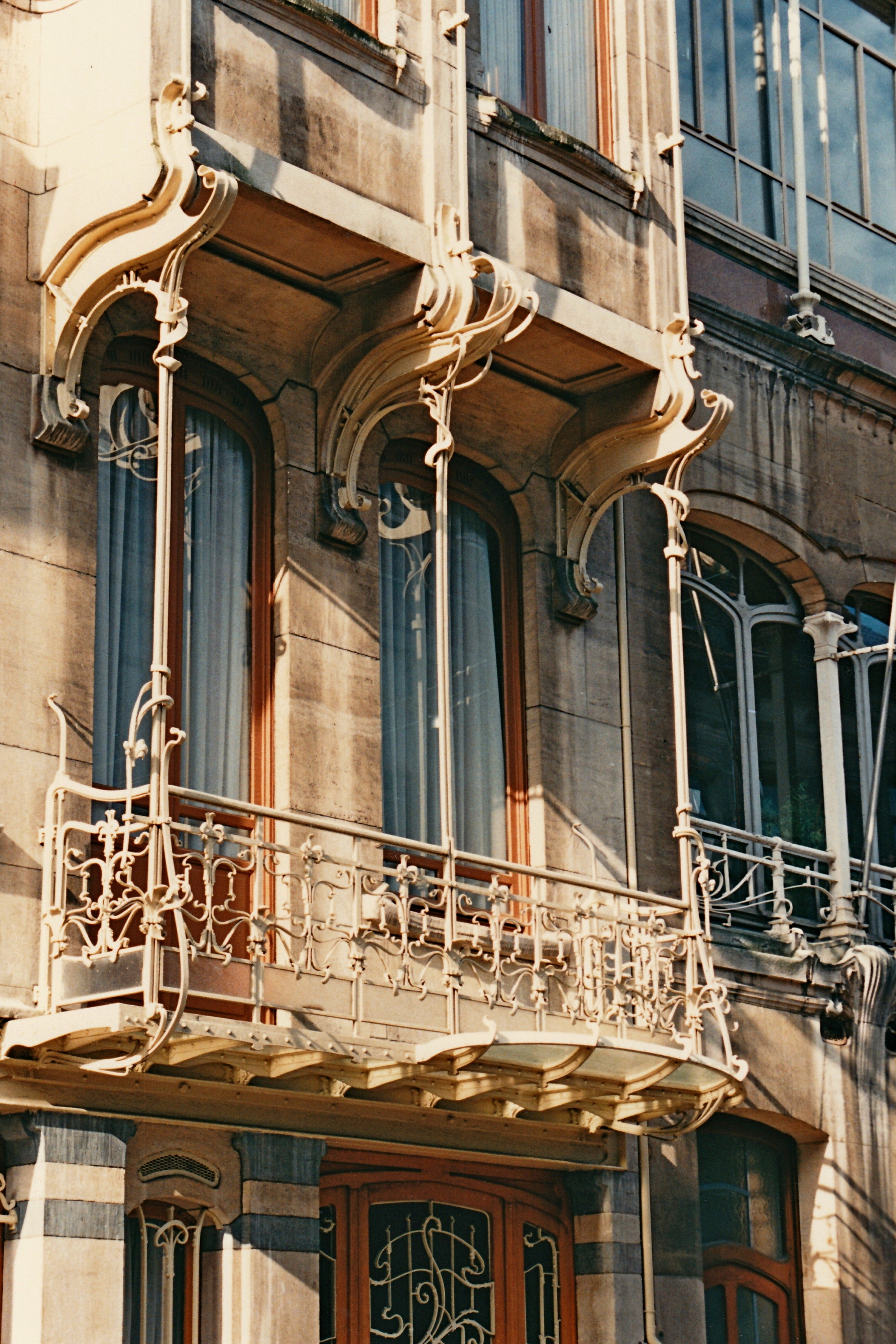
Balcone
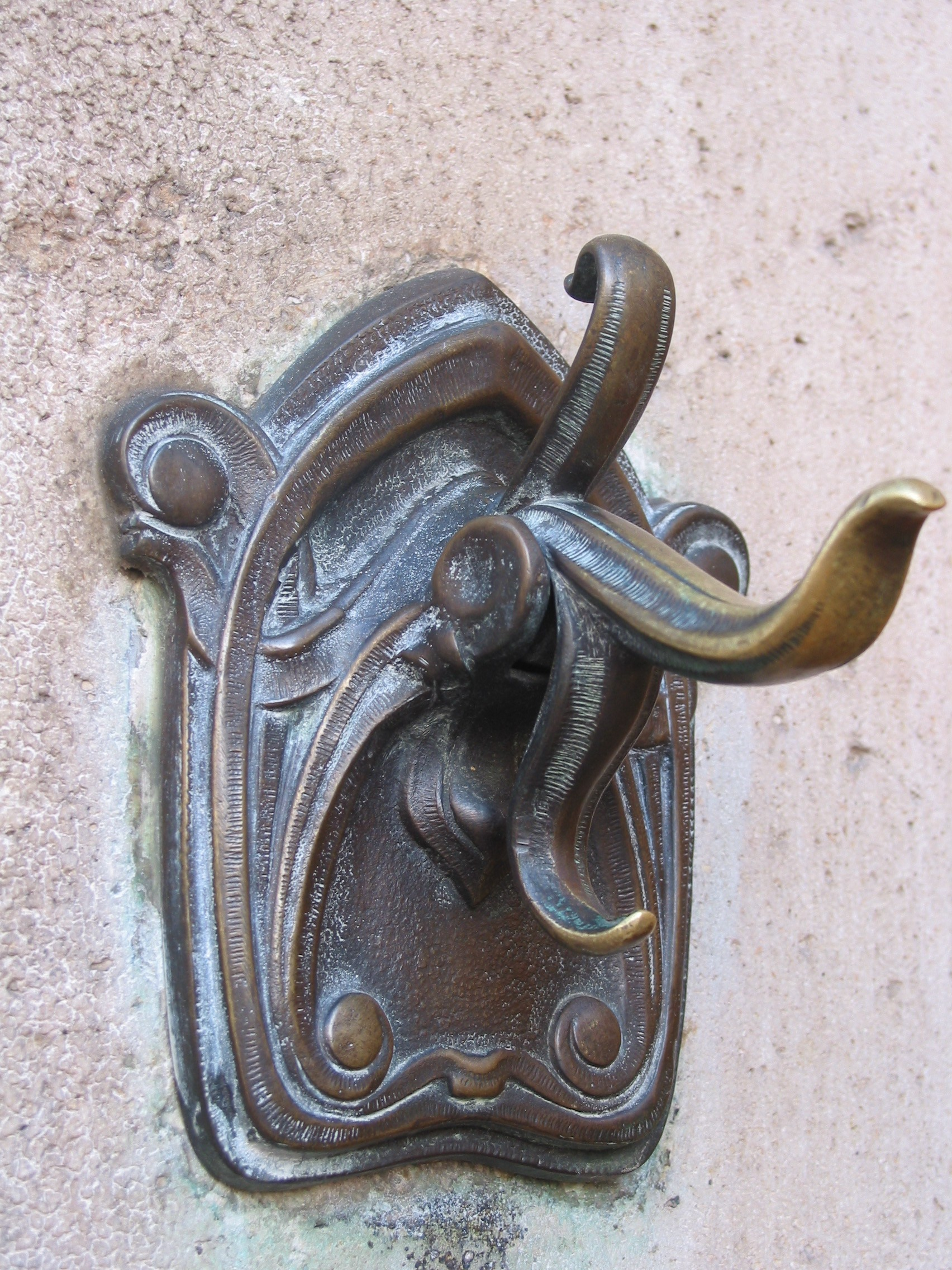
Campanello
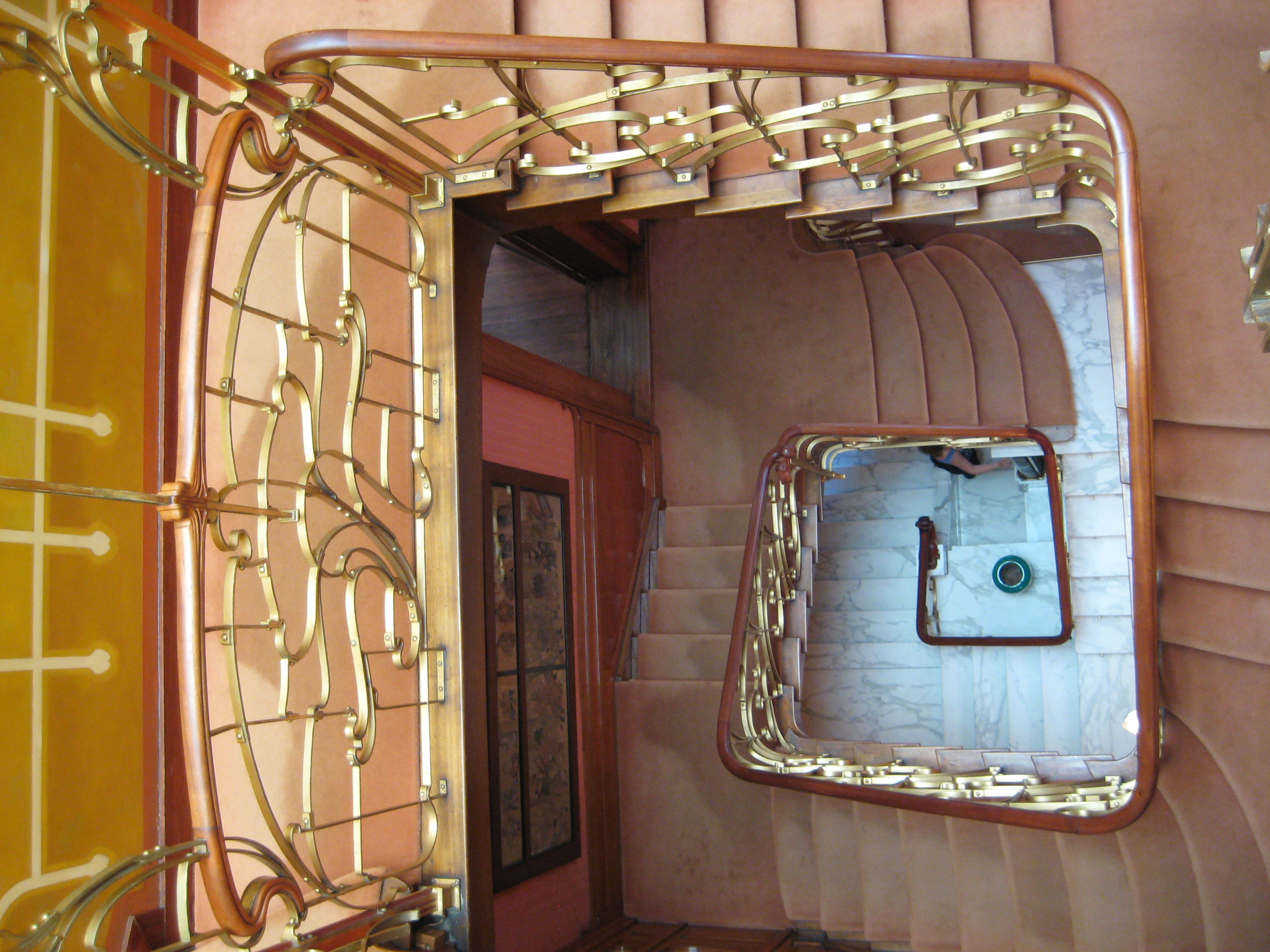
Scala a chiocciola interna

## Riconoscimenti

Firma di Victor Horta

L'UNESCO ha riconosciuto il Museo Horta come Patrimonio dell'umanità nel 2000, con la seguente motivazione: